# Salud, dinero y amor
Salud, dinero y amor (em português Saúde, dinheiro e amor) é uma telenovela mexicana produzida por Emilio Larrosa para a Televisa e exibida pelo Canal de las Estrellas entre 4 de agosto de 1997 e 2 de janeiro de 1998, substituindo Pueblo chico, infierno grande e antecedendo Rencor apasionado. 
Inicialmente era exibida às 21:30, mas a partir de 18 de agosto de 1997 passou a ser exibida às 17:00, trocando de horário com a novela El alma no tiene color. Passou a exibir capítulos de 30 minutos a partir de 17 de novembro de 1997. 
É uma continuação da telenovela El premio mayor, exibida 1996.
Foi protagonizada por Itatí Cantoral e Eduardo Santamarina, com atuação estrelar de Carlos Bonavides e antagonizada por Frances Ondiviela, Sergio Kleiner, Maribel Fernández, Martha Julia e Héctor Suárez Gomis.
Foi reprisada pelo TLNovelas entre 12 de julho e 16 de novembro de 2010, substituindo El premio mayor e sendo substituida por No tengo madre.

## Enredo
Passado um ano desde os últimos acontecimentos vistos e Huicho Dominguez está à beira de sua fortuna e vulgaridade, casado com sensual e ambiciosa Consuelo e vivendo na cidade paraíso de Acapulco, embora às vezes lamenta a morte de sua filha Rosario, que seus filhos Luis Gerardo, Concepcion e Pepe definitivamente e morte de Rebecca, sua primeira esposa, que morreu junto com seu marido Lorenzo em um acidente de avião. 
Em um cassino em Las Vegas, Huicho conhece Dr. Jorge Miguel Fontanot e sua bela esposa Adriana. Huicho tenta seduzir esta mulher fina, mas ela se recusa delicadamente. 
Adriana e Jorge Miguel vivem um casamento estável e amoroso, e ela ama o marido, mas não a ponto de confessar que aos quatorze anos teve uma filha que foi apanhada, culpa essa que a assombra o tempo todo. Quanto a Jorge Miguel, presta serviços gratuitamente no Hospital Geral Xoco dado que sempre invade a memória que poderia ter salvo sua mãe da morte se ele tivesse percebido sua doença no momento certo. 
Enquanto isso, em um bairro pobre da capital vive Estrella, uma boa garota, mas muito pobre e abusada por sua mãe, a brutal "Condessa". 
Estrella é namorada do humilde Pancho e amiga da boa Leticia, mas sua beleza tem atraído o interesse do perverso Tacubayo, um criminoso temido e implacável. A condessa vê Huicho em um noticiário e o reconhe: É o seu meio-irmão! 
A Condesa parte para Acapulco, arrastando Estrella junto com ela, mas Huicho não está feliz com essas novas parentes e as põe para trabalhar como empregadas domésticas. 
Mas Huicho é vítima de um complô de seu grande inimigo Dr. Damian Zárate, que o odeia porque ele atribuiu que Zarate matou sua esposa ao dirigir alcoolizado aprendido desde que Huicho comprou as ações do hospital onde trabalhou, deixando-o arruinado e jura vingança contra Huicho. Então ele se junta a Agostinho, o que resulta em sua falência e ruína, além de passar um tempo na prisão, ganhando um inimigo na prisão para Tacubayo que foi preso por conspiração China e Pancho, que abusou e constantemente atinge Huicho enquanto Jorge Miguel perde sua esposa em um acidente de carro causado por ele. Caiu na água Adriana e sua amiga Dalila, que salvou a vida de Adriana dando boca-a-boca. 
Dias depois, Agustín engana Huicho, fazendo a polícia acreditar que Huicho roubou dinheiro do município mexicano. Consuelo ao saber que Huicho foi para a cadeia é levada por Agostinho a casa de Damien Zarate, que passa a ser o médico de Adriana. Dalila está tão mal a ser tratado no hospital em que Jorge Miguel trabalha (também internado porque ele derramou muito sangue). Dalila quer o rosto de Adriana para fazer Jorge Miguel acreditar que ela é Adriana, porque Dalila entra no quarto e Adriana se defende com o bisturi, causando a morte de Dalila. Estrela se apaixona por Jorge Miguel, ao salvar sua vida , porque ele queria se matar ao acreditar que a Adriana estava morta. Pancho descobre que Estrella está apaixonada por Jorge Miguel e luta contra ela. Damian leva Adriana para sua casa a usá-lo para destruir a vida arruinando Huicho enamorandolo e depois sair. 
Em seguida, estão dando muitos eventos trágicos na história: Huicho entra na prisão e quando ele sai é submergido na miséria, é saudado por sua família na casa de Estrella. Dr. Zarate não satisfeito com falência de Huicho, planeja uma vingança obrigando Adriana seduzir Huicho e depois abandoná-lo. 
Adriana aceita seduzir Huicho em seguida, saia, e este será reapresentado na forma como Jorge Miguel, que caiu profundamente no amor Estrela e entre os dois nasce uma rivalidade mortal. A dura realidade na história é quando os estupros Tacubayo Star, e Pancho aprender esta rompe seu noivado com ela, apesar de estar no amor com ele até o fim, ela é apoiada por Jorge Miguel Huicho e recuperar . China é assassinado por O Tacubayo, que também mata Pancho mais tarde para não revelar o paradeiro de Estrella. 
Adriana resultado de leucemia que sofria, quedas, e só poderia ser salvo pelo plasma da filha que tinha perdido, a condessa tinha um segredo, que disse que Adriana era a mãe de Estrela, acaba aprendendo isso e Estrela torna salvar vidas plasma transplante Adriana, esquecendo suas antigas desavenças. Embora a condessa, em estado de embriaguez, diz a filha da estrela de Natal Adriana não é verdade filha Adriana morreu poucos dias de idade e ela adotou Estrela continuar a recolher a sua pensão. 
Huicho uma vez na pobreza, sendo esmiuçadas e excessos de seus inimigos, consegue recuperar psicologicamente e alma, ver os aspectos positivos da vida, você percebe que o mais importante é o valor da família, sem dinheiro comprar a verdadeira felicidade eo fato de que ele se esqueceu de sua origem humilde e moradores tanto pisou quando ocupou riqueza, voltar a trabalhar como mascate, sem vergonha que forneceu para sustentar sua família, mas como tudo em sua vida recebe um golpe de sorte, em dinheiro e no amor, aparece a família Montiel em sua vida, Mr. Montiel após a Tacubayo matá-lo por ordem do seu conselheiro Ismael Covarrubias; comando assume sua esposa, que Huicho contato com a sugestão de seu marido em seu leito de morte, afirmando que era seu conselheiro financeiro, e que uma vez que ele ganhava muito dinheiro e, finalmente, conseguiu salvar a sua fortuna, que realizado Huicho recuperar sua antiga mansão e parte de sua fortuna (mostra), e também começa a conhecer Mercedes, uma dançarina exótica que tem um passado negro e mãe de dois filhos pequenos, que se Huicho amorosos e conseguem formar uma nova família nuclear porque Huicho amo essa mulher alcançado anteriormente repelido por ele, dada sua reputação de milionário vulgar e sem escrúpulos, mas Mercedes e eu vejo o lado humano da Huicho, atingindo profundamente no amor com ele. 
O clímax do romance é quando Adriana tentando escapar da casa do Dr. Zarate provoca um incêndio, acreditando que ele havia matado o Dr. Zarate, mas este ainda está vivo e sofreu graves queimaduras nas mãos, o que torna impossível para o exercício da profissão de cirurgião para ser médico de fazer, que é quando o amigo de Zarate mata primo Adriana em cumplicidade com a governanta de sua mansão, e tentar matar Adriana e Jorge Miguel querer empurrar um ponto de vista, mas Jorge Miguel consegue esquivar e Dr. Zarate está prestes a cair, apesar de Jorge Miguel tenta salvá-lo, mas a luva Zarate escorrega e cai do penhasco perder nesta vida. Agostinho e Consuelo são levados para a prisão para os delitos antes Huicho e seu antigo trabalho de milionários de estelionato e deixá-los à falência. A estrela Tacubayo sequestrado para forçá-lo a csarase, ele é resgatado por Jorge Federico e Miguel Montiel, seu pretendente. ambos são perseguidos por Tacubayo, mas em uma luta, Jorge Miguel consegue matar o Tacubayo, pondo fim a uma onda de crimes e injustiças perpetuadas por isso. 
Estrela perdeu o pai de sua filha fica com Jorge Miguel e decidem casar-se, Adriana encontrou novamente com Felipe, e eles decidem dar uma chance depois da recusa de Jorge Miguel para continuar com Adriana, Huicho e se casar com Mercedes fazendo um novo lar com as crianças desta família e Huicho (Quique, Dona Anita, Estrela e condessa), Huicho recontratado seus ex-pessoal de serviço e recebe um telefonema de seus filhos e Pepe Luis Gerardo perdoá-lo e voltar ao viver com ele, Karla Gretta a resignar-se à possibilidade de estar com seus verdadeiros estadias de amor com Federico Huicho Montiel veio com seu irmão Toby, que considera sua irmã finalmente alguém olha para a sua posição social e classificação e assim conseguido esquecer o "Rei dos nacos" como disse a Gretta Karla Huicho que te amo para sempre, o único ponto foi que trágico Malena, uma menina das províncias, que estava profundamente apaixonado por Pancho e é dada a ele, era prestes a dizer-lhe que ela está grávida, mas leva a notícia amarga que Pancho foi morto pelo Tacubayo. 
O romance termina com Huicho realizando atos de caridade, dando brinquedos e eletrodomésticos para as famílias pobres, reservando a sua identidade, e prometendo ser um novo homem e caridoso.

## Elenco
- Eduardo Santamarina - Dr. Jorge Miguel Fontanot
- Itatí Cantoral - Estrella Pérez
- Frances Ondiviela - Adriana Rivas Cacho de Fontanot
- Sergio Kleiner - Dr. Damián Zárate
- Maribel Fernández- Celia "La Condesa" Jiménez Vda. de Pérez
- Martha Julia - Consuelo Flores de Domínguez / de Zárate
- Héctor Suárez Gomis - El Tacubayo
- Carlos Bonavides  - Luis "Huicho" Domínguez López
- Arath de la Torre - Francisco José "Pancho" Martínez
- Mónica Dosseti - Karla Greta Reyes Retana y de las Altas Torres
- Guillermo García Cantú - Felipe
- Laura Forastieri - Dalilah
- Dinorah Cavazos - Leticia "La China" Martínez
- Leonor Llausás - Doña Anita López de Domínguez
- Óscar Vallejo - Enrique "Quique" Domínguez Molina
- Sergio DeFassio - Cosme Gutiérrez
- Ricardo Silva - Agustín Villagrán
- Alfonso Mier y Terán - Tobi Reyes Retana y de las Altas Torres
- Magdalena Cabrera - Fulgencia Pérez
- Claudia Vega - Mercedes / Edwina
- Alberto Mayagoitia - Federico Montiel
- Kitty de Hoyos - María Cristina de Montiel
- Gustavo Rojo - Don Federico Montiel
- Tania Prado - Malena Sánchez
- Fernanda Ruizos - Rosalba Domínguez
- Sharis Cid - Lidia Rivas Cacho
- Anghel - Etelvina
- José Luis Rojas - Hipólito 'Cachito
- Samuel Gallegos - El Darvader
- José María Calvario - El Cacahuate
- Paola Flores - Rufina
- Radamés de Jesús - Giorgio
- Consuelo Duval - Carolina
- Alea Yolotl - Juventina
- Gabriela Arroyo - Reina Sánchez de Reyes Retana
- Irina Areu - Tracy Smith
- Antonio Escobar - Rodrigo
- Fernando Manzano - El Hidráulico
- Rodolfo de Alejandre - Pollo
- Sylvia Valdés - Ruperta
- José Antonio Iturriaga - Nemesio
- Arturo Muñoz - Pedro
- Miguel Serros - Tony
- Nelly Horsman - Madre de Jorge Miguel
- Manola Diez - Lorena
- Joana Brito - Madre Superiora
- Sheyla - Sor Dominga
- Marichelo - Sor Inés
- Monica Riestra - Secretaria de agencia de ropa interior
- Julio Mannino - Ricardo
- Enrique Hidalgo - Doctor Cabrera
- Andrea Torre - Adriana Rivas Cacho (jovem)
- Rubén Morales - Padre de Adriana
- Odemaris Ruiz - Estrella Pérez (menina)
- Genoveva Pérez - Refugio
- Polo Salazar - Cobarrubias
- Perla Jasso - Claudia
- Bobby Larios - Sebastián
- Juan Ángel Esparza - Eugenio
- Adriana Rojo - Trabajadora Social
- Eduardo Cuervo - Daniel
- Jacqueline Arroyo - Amante de Huicho
- Mayra Murrieta - Esperanza
- Ingrid Martz - Ingrid Sandoval
- Ivonne Montero - Ivonne Sanchéz
- Ulises Pliego
- Iván Rafael
- Paulina Álvarez
- Alejandro de la Madrid
- Roberto Meza
- César Balcazar
- July Calderón
- Carlos Campos
- Jorge Ruelas Cossio
- Marco D'Carlo
- Rodrigo de Garay
- Gustavo del Castillo
- Martín Domani
- Dulce Esperanza
- Fernanda Franco
- León Hernández
- Gerardo Klein
- Álex Mendoza
- Fernando Morin
- María Dolores Oliva
- Edith Samudio
- Jorge Santos
- Beatriz Valdez
- Marco Vieyra

## Prêmios e Indicações

### Prêmio TVyNovelas 1998
| Categoria    | Nomeado(a)          | Resultado |
| ------------ | ------------------- | --------- |
| Melhor vilão | Héctor Suárez Gomis | Ganhador  |

## Ligações Externas
- Salud, dinero y amor. no IMDb.
- Salud, dinero y amor em alma-latina.net